# Last Vision for Last
Singles de Faylan
Senjou ni Saita Ichirin no Hana
(2010) Honnou no Doubt
(2010)
Last Vision for Last est le 8e single de Faylan sorti sous le label Lantis le 27 octobre 2010 au Japon. Il atteint la 43e place à l'Oricon. Il se vend à 2 691 exemplaires la première semaine et reste classé pendant 6 semaines, pour un total de 6 323 exemplaires vendus.
Last Vision for Last a été utilisé comme thème d'ouverture pour l'anime Hyakka Ryouran SAMURAI GIRLS. Last vision for last et Shizuka na Mitsu Yori Akai Mitsu se trouvent sur l'album Alive.

## Liste des titres
Les paroles ont été écrites par Hata Aki.
| 1. | Last Vision for Last                                                | Agematsu Noriyasu (Elements Garden) | 4:17 |
| 2. | Shizuka na Mitsu Yori Akai Mitsu (しずかな蜜より赤い蜜)             | Hitoshi Fujima (Elements Garden)    | 3:59 |
| 3. | Last Vision for Last (off vocal)                                    | Agematsu Noriyasu (Elements Garden) | 4:16 |
| 4. | Shizuka na Mitsu Yori Akai Mitsu (off vocal) (しずかな蜜より赤い蜜) | Hitoshi Fujima (Elements Garden)    | 3:59 |